# Ministri della guerra e marina del Regno delle Due Sicilie
Il Ministro della guerra e marina del Regno delle Due Sicilie, era il ministro o segretario di stato a capo del dicastero che gestiva le forze armate del regno a livello amministrativo. Il ministero era diviso nel Ramo Guerra e Ramo Marina, che potevano essere gestiti anche da due incaricati autonomi. Da esso dipendeva lo Stato Maggiore dell'Esercito delle Due Sicilie e quello della Real Marina.

## Cronologia
La seguente è una successione cronologica dei ministri della Guerra e Marina del Regno di Napoli e del Regno di Sicilia e, dal 1816, del Regno delle Due Sicilie.

### Regno di Napoli (1806-1815)
Hano retto i dicasteri durante il Regno di Napoli napoleonico

#### Ministri della guerra
| Titolare                                          | Nato-Morto | Nomina           | Note                                                                     |
| ------------------------------------------------- | ---------- | ---------------- | ------------------------------------------------------------------------ |
| André François Miot, poi di Melito                | 1762-1841  | 22 febbraio 1806 | -                                                                        |
| Gen. Div. Guillaume Mathieu Dumas di Saint Marcel | 1753-1837  | 31 marzo 1806    | -                                                                        |
| Antoine Christophe Saliceti                       | 1757-1809  | 15 aprile 1807   | ministro della polizia generale, incaricato del portafoglio della guerra |

#### Ministri della marina
| Titolare                                         | Nato-Morto | Nomina           | Note                                        |
| ------------------------------------------------ | ---------- | ---------------- | ------------------------------------------- |
| commendator Nicola Luigi Pignatelli di Cerchiara | 1753-1833  | 22 febbraio 1806 | dal 15 aprile 1807 anche ministro del culto |

#### Ministri della guerra e marina
| Titolare                                               | Nato-Morto | Nomina           | Note |
| ------------------------------------------------------ | ---------- | ---------------- | --- |
| Gen. Div. Jean Louis Ebénézer Reynier                  | 1771-1814  | 25 febbraio 1809 | Generale dell'Impero francese. incaricato del portafoglio |
| Gen. Div. del genio Jacques-David-Martin Campredon     | 1761-1837  | novembre 1809    | - |
| Ordinatore in capo Hector Daure                        | 1774-1846  | 9 settembre 1809 | incaricato del portafoglio. Dal 24 dicembre 1809 incaricato anche della polizia generale. Dal 22 febbraio 1810 ministro della guerra e marina. Destituito perché amante della regina |
| Ten. Gen. Nicolas-François-Thérèse Gondallier de Tugny | 1770-1839  | 17 agosto 1811   | incaricato del portafoglio. Ministro dal 18 aprile 1814 |
| Ten. Gen. Francesco Macdonald                          | 1776-1837  | marzo 1814       | futuro marito morganatico dell'ex regina |
| Giuseppe Zurlo                                         | 1759-1818  | 16 maggio 1815   | - |

### Regno di Sicilia (1806-1815)
Hanno retto i dicasteri del  Regno di Sicilia durante la permanenza di Ferdinando IV a Palermo, dal 1806 al 1815.

#### Segretari di stato alla guerra
| Titolare                                                | Nato-Morto | Nomina        | Note                              |
| ------------------------------------------------------- | ---------- | ------------- | --------------------------------- |
| commissario ordinatore Giambattista Colajanni           | 17..-1811  | marzo 1806    | morto in carica nel dicembre 1811 |
| maresciallo di campo Giovanni Battista Manuel y Arriola | 17..-1811  | giugno 1808   | morto in carica nel dicembre 1811 |
| Tommaso Gargallo e Montalto, marchese di Castellentini  | 17..-18..  | dicembre 1811 | poeta                             |

#### Segretari di stato alla marina
| Titolare                              | Nato-Morto | Nomina     | Note                    |
| ------------------------------------- | ---------- | ---------- | ----------------------- |
| Viceammiraglio Bartolomeo Forteguerri | 1751-1809  | marzo 1806 | morto il 5 gennaio 1809 |

#### Segretari di stato alla guerra e marina
| Titolare                                                                   | Nato-Morto | Nomina        | Note                                     |
| -------------------------------------------------------------------------- | ---------- | ------------- | ---------------------------------------- |
| Giuseppe Reggio e Grugno principe di Aci                                   | 1769-1820  | 27 marzo 1812 | nel primo ministero liberale             |
| retro ammiraglio Ruggero Settimo di Fitalia                                | 1778-1863  | dicembre 1812 | nel secondo ministero liberale           |
| brigadiere Diego Naselli                                                   | 1754-1832  | agosto 1813   | nel primo ministero reazionario          |
| retro ammiraglio Ruggero Settimo di Fitalia                                | 1778-1863  | ottobre 1813  | nel terzo ministero liberale             |
| maresciallo di campo Diego Naselli                                         | 1754-1832  | 4 luglio 1814 | nel secondo ministero reazionario        |
| maresciallo di campo Jacques Elisabeth de Vidard de Viderey di Saint Clair | 17..-18..  | 4 giugno 1815 | nel governo della restaurazione a Napoli |

### Regno delle Due Sicilie (1816-1861)

#### Ministri Segretario di Stato della Guerra
Dall'unificazione dei due regni nel dicembre 1816, questi furono i ministri:
| Titolare                               | Mandato                              | Note       |
| -------------------------------------- | ------------------------------------ | ---------- |
| Diego Naselli                          | 15 agosto 1815 - gennaio 1817        | ad interim |
| Diego Naselli                          | gennaio 1817 - 9 luglio 1820         |            |
| Michele Carrascosa                     | 9 luglio - 10 dicembre 1820          |            |
| Giuseppe Parisi                        | dicembre 1820 - febbraio 1821        |            |
| Pietro Colletta                        | 25 febbraio - 24 marzo 1821          | ad interim |
| Giambattista Fardella                  | marzo 1821 - giugno 1822             |            |
| Antonio Ruffo della Scaletta           | giugno 1822 - 25 gennaio 1830        |            |
| N.N.                                   |                                      |            |
| Giambattista Fardella                  | 19 marzo 1831 - 18 marzo 1836        |            |
| Barone Giuseppe Di Brocchetti          | 9 novembre 1836 – 15 gennaio 1845    |            |
| Giuseppe Garzia                        | 15 gennaio 1845 - 3 aprile 1848      |            |
| Raffaele del Giudice                   | 3 aprile - 15 maggio 1848            |            |
| Francesco Emanuele Pinto y Mendoza     | 16 maggio 1848 - 7 giugno 1859       |            |
| Carlo Filangieri, principe di Satriano | 8 giugno 1859 -16 marzo 1860         |            |
| Francesco Antonio Winspeare            | 26 marzo 1860 - 25 giugno 1860       |            |
| Giosuè Ritucci                         | 25 giugno 1860 - 14 luglio 1860      |            |
| Giuseppe Salvatore Pianell             | 14 luglio 1860 - 31 agosto 1860      |            |
| Francesco Angelo Casella               | 14 settembre 1860 - 14 febbraio 1861 |            |

#### Ministri Segretario di Stato della Marina
- Retro-ammiraglio Francesco Saverio Garofalo (25 giugno - 7 settembre 1860)
- Retroammiraglio Federigo del Re (7 settembre - dicembre 1860)